# Газлінське газове родовище
Газлі́нське га́зове родо́вище — розташоване в Узбекистані, в межах Бухарської області, у пустелі Кизилкум. Входить в Амудар'їнську газонафтоносну провінцію. Центр видобутку — місто Ґазлі.

## Опис
Родовище відкрите в 1956 році, розроблятися почало з 1961 року.
Ґазлінське газове родовище пов'язане з антиклінальною складкою 38х12 км. Глибина продуктивних шарів (пісковиків та алевролітів) становить 680—1180 м. Склад газу: СН4 — 80,6-96,9 %; СО2 — 0,1-0,4 %; N2 — 0,9-4,5 %.
Експлуатується понад 200 свердловин. Родовище зв'язане газопроводами з Уралом та центром європейської частини Росії, Ташкентом, Шимкентом (Газлі – Шимкент) тощо.